# Madeline (film, 1998)
Pour les articles homonymes, voir Madeline.
Pour plus de détails, voir Fiche technique et Distribution.
Madeline est un film franco-américain de Daisy von Scherler Mayer sorti en 1998.
Le film a été tourné à Croissy-sur-Seine (Yvelines) et Paris.

## Synopsis
Dans le Paris des années 1950, douze petites pensionnaires vivent heureuses sous la surveillance de la gentille sœur Clavel qui dirige l'institution.
Madeline, la plus malicieuse et la plus intrépide de toutes, rivalise de mauvais tours avec Pépito, fils de l'ambassadeur d'Espagne, qui a emménagé dans l'hôtel particulier voisin. Ses espiègleries l'entraînent dans la Seine où elle est sauvée par la chienne Geneviève, qui devient la mascotte du pensionnat. Quand la bienfaitrice de la pension s'éteint, la pension est mise en vente. Madeline élabore alors un plan pour décourager les acheteurs...

## Fiche technique
- Titre : Madeline
- Réalisation : Daisy von Scherler Mayer
- Scénario : Malia Scotch Marmo, Mark Levin et Jennifer Flackett, d'après le livre de Ludwig Bemelmans
- Musique : Michel Legrand
- Directeur de la photographie : Pierre Aïm
- Casting : Stevie Vallance[1]
- Décorateur de plateau : Aline Bonetto
- Distributeur de production : Columbia Tristar Films
- Genre : comédie
- Pays :  France et  États-Unis
- Durée : 89 minutes
- Dates de sortie en salles : 
  - États-Unis : 10 juillet 1998
  - France : 17 février 1999

## Distribution
- Hatty Jones (VQ : Claudia-Laurie Corbeil) : Madeline
- Frances McDormand (VQ : Isabelle Miquelon) : Sœur Clavel
- Nigel Hawthorne (VQ : Vincent Davy) : Lord Covington
- Ben Daniels (VF : Thierry Wermuth ; VQ : Daniel Picard) : Léopold, le tuteur
- Arturo Venegas : l'Ambassadeur d'Espagne
- Stéphane Audran : Lady Covington
- Katia Caballero (VQ : Geneviève De Rocray) : l'Ambassadrice d'Espagne
- Chantal Neuwirth (VQ : Arlette Sanders) : Hélène la cuisinière
- Kristian de la Osa (VF : Donald Reignoux ): Pépito le fils de l'Ambassadeur d'Espagne
- Clare Thomas (VQ : Sabrina Germain) : Aggie
- Bianca Strohmann (VQ : Kim Jalabert) : Vicki
- Katia Tchenko : l'Ambassadrice d'Ouzbekistan